# Chiesa di San Lorenzo (Stia)
La chiesa di San Lorenzo è un edificio sacro che si trova in località Porciano, a Stia.

## Descrizione
La chiesa presenta una semplice struttura a capanna, ad una navata, con copertura a capriate. La facciata intonacata ha un portale con soprastante finestra seicentesca. Della sua antica origine rimangono tracce nel paramento murario a filaretto. La chiesa è stata completamente ristrutturata nel XVIII secolo. Sul lato destro si erge il campanile a vela ad una luce. All'interno è conservata una tavola centinata raffigurante San Lorenzo e donatrice di Domenico di Francesco detto di Michelino, proveniente dalla Badia Fiorentina, eseguito tra il 1477 e il 1484.